# Export d'affichage par SSH
 (décembre 2023).
- Si vous ne connaissez pas le sujet, laissez ce bandeau (vous pouvez alors contacter les auteurs).
- Si vous supprimez le contenu mis en cause (vous pouvez préalablement contacter les auteurs),

argumentez précisément cette suppression dans la page de discussion
(un manque de référence n'est pas un argument ; une recherche réelle de référence doit avoir été effectuée, être formellement documentée).
 (décembre 2023).
L'export d'affichage (export display en anglais) est une technique qui permet d’exécuter à distance des applications graphiques. Le programme est exécuté sur un serveur distant alors que l'affichage et les interactions humain-machine (clavier, souris, ...) sont déportés sur le client. Cela permet de ne pas se limiter à des programmes utilisant des interfaces en ligne de commande lors de l'accès distant à un serveur. 
L'utilisation du protocole SSH est une manière d'amener les fonctionnalités de chiffrement et d'authentification mais elle n'est pas obligatoire et d'autres méthodes existent (Xorg permet par exemple de mettre le serveur sur le réseau ).

## Raisons de l'utilisation de SSH
Pour réaliser une exportation d'affichage, il faut un canal de données entre le serveur (la machine qui exécute réellement l'application) et le client. La manière la plus simple d'établir un canal de données est une connexion directe entre les deux postes. Le problème de cette méthode est qu'elle est peu sûre. Ainsi une personne pourrait intercepter les communications entre les deux machines et voir tout ce que l'utilisateur fait sur sa machine. Cela pose de très graves problèmes de sécurité, même sans manipulation de données particulièrement sensibles, car l'attaquant pourrait par exemple accéder aux mots de passe entrés.
Pour éviter cela, on utilise le protocole SSH sécuriser le canal de données entre le client et le serveur. Comme SSH utilise une méthode d'authentification sécurisée et un canal de données chiffré, il est impossible à une tierce personne d'intercepter les données qui transitent au travers de ce canal.

## Performances
Les performances de l'application sont déterminées par celles de la machine qui l'exécute, c'est-à-dire la machine distante. Si le serveur est rapide et que la machine client est lente, l'application s'exécutera rapidement. Il est nécessaire de disposer d'un canal de communication suffisamment rapide. Comme l'exportation d'affichage travaille en mode graphique, le réseau internet est utilisé pour transmettre les images, les fenêtres, etc. Il faut donc disposer d'une bonne connexion.
De plus, comme la connexion SSH est chiffrée et parfois compressée, il existe un certain délai lors de la transmission de l'image. Ceci est imperceptible pour les applications bureautiques par exemple. Cela peut poser problème pour les jeux vidéo ou les applications affichant des vidéos.

## Intérêt
Les avantages de l'export d'affichage sont que celui-ci permet de distribuer la charge de travail de l’appareil en ne l'utilisant que pour l'affichage et en utilisant un appareil à distance pour le calcul, c'est utile en particulier pour les applications gourmandes en ressources (mémoire et processeur). Il est même possible d'utiliser plusieurs machines en se servant de chacune pour une application spécifique tout en les affichant toutes sur le même écran. Chaque application aura ainsi une très grande vitesse d'exécution car elle sera sur une machine différente. Il est donc possible de travailler avec de multiples applications, sans en ressentir les effets.